# Haitoku no Scenario
 (mars 2012).
Si vous disposez d'ouvrages ou d'articles de référence ou si vous connaissez des sites web de qualité traitant du thème abordé ici, merci de compléter l'article en donnant les références utiles à sa vérifiabilité et en les liant à la section « Notes et références ».
Singles de Wink
Manatsu no Tremolo
(1991) Tsuioku no Heroine
(1991)
Haitoku no Scenario (背徳のシナリオ) est le 12e single du duo japonais Wink.

## Présentation
Le single sort le 16 octobre 1991 au Japon sous le label Polystar. Il atteint la 3e place du classement de l'Oricon ; il reste classé pendant 13 semaines, pour un total de 196 000 exemplaires vendus.
La chanson-titre a été utilisée comme thème musical pour une publicité pour le produit Headphone Stereo S-35 / S-35V de la marque Panasonic. Elle figurera sur l'album Sapphire qui sort un mois plus tard, ainsi que sur la plupart des compilations du groupe, dont Raisonné, Diary, Wink Memories 1988-1996, Treasure Collection ; elle sera aussi remixée sur l'album Diamond Box de fin d'année ; sa version instrumentale figurera sur l'album karaoke Fairy Tone 2 de fin d'année.
La chanson en "face B", Jyūnigatsu no Orihime, est une reprise en japonais de la chanson My World de Billie Hughes. Elle figurera elle aussi sur l'album Sapphire, puis sur la compilation de "faces B" Back to Front de 1995,.

## Liste des titres
Toutes les paroles sont écrites par Neko Oikawa (paroles originales de My World : Roxanne Seeman, Billie Hughes).
| 1. | Haitoku no Scenario (背徳のシナリオ) | Takashi Kudo                  |  |
| 2. | Jyūnigatsu no Orihime (12月の織姫)   | Roxanne Seeman, Billie Hughes |  |

,